# Jugo-Zapadnaja
Jugo-Zapadnaja (ros. Юго-Западная – Południowo-Zachodnia) – stacja metra w Moskwie na linii Sokolniczeskiej. Jej nazwa pochodzi od południowo-zachodniego położenia geograficznego. Stacja została otwarta 30 grudnia 1963.